# Circus Maximus

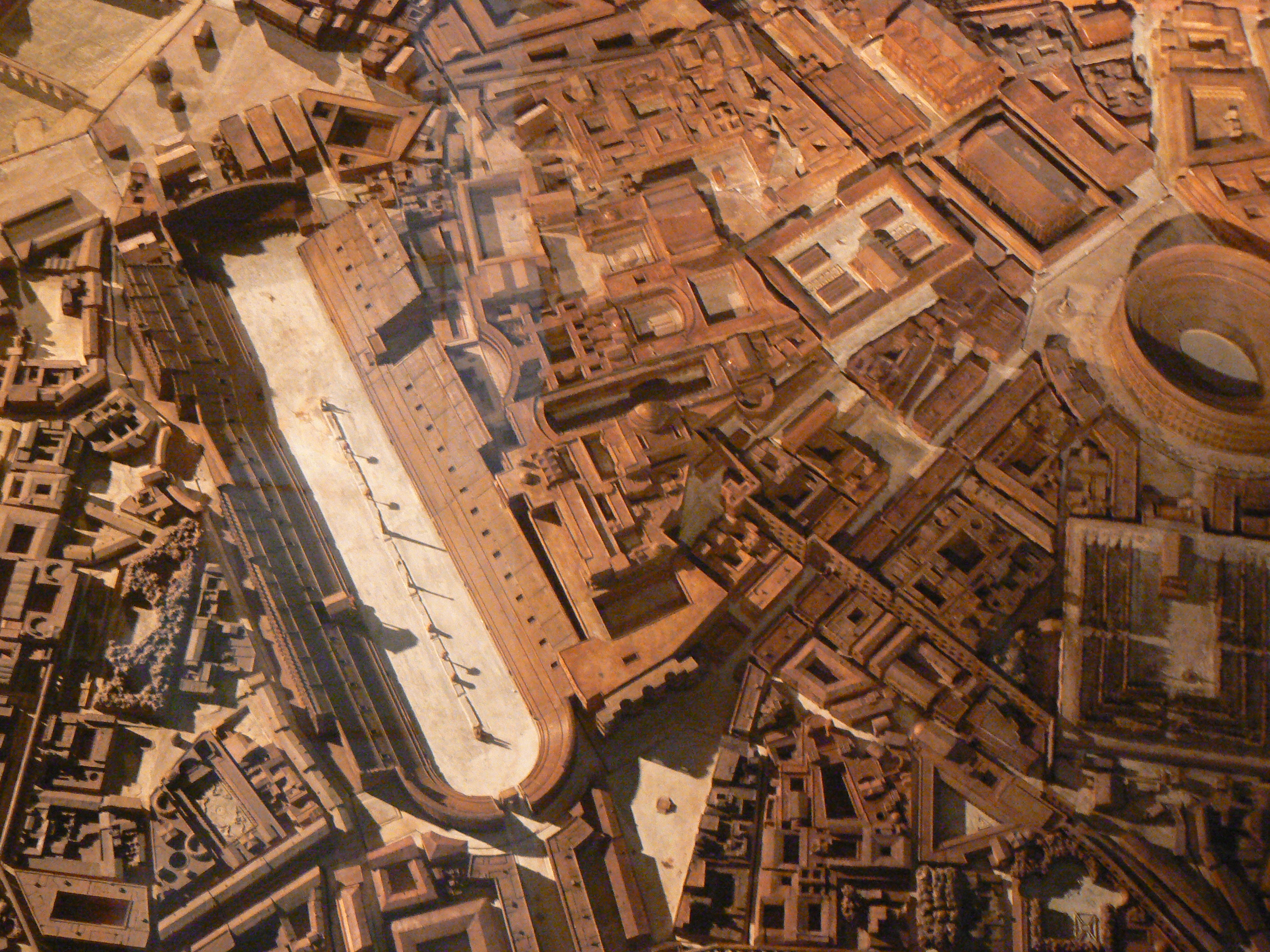
Реконструкція, Поль Біґо, університет Кан, Франція

Circus Maximus, Великий цирк (лат. Circus Maximus) — найбільший іподром у Стародавньому Римі. Розташовувався в долині між Авентином і Палатином. У змаганнях на іподромі могло одночасно брати участь дванадцять колісниць.

## Історія
Вважається, що змагання на колісницях були вперше проведені тут ще царем Тарквінієм Пріском. Юлій Цезар розширив Великий цирк до 600 метрів в довжину, так що на ньому могло розміститися до 250 000 глядачів (ще стільки ж могли спостерігати за змаганнями стоячи). Октавіан Август встановив в цирку перший єгипетський обеліск, а Костянтин ІІ у 357 році — другий. Обидва перенесені у 1588 році папою Сікстом V на П'яцца-дель-Пополо та до Латеранського палацу. 
Доміціан проклав дорогу від цирку до свого палацу, а Траян розширив кількість глядацьких місць і імператорську ложу.
Перші перегони в Circus Maximus, як видно із визначення у Законах Дванадцяти таблиць в середині V ст. до н. е.; останні — при пануванні остготського царя Тотіли у 549 чи 550 році.
Крім Circus Maximus були і менші цирки: Circus Flaminius на Марсовому полі, Цирк Нерона на території теперішнього Ватикану та Цирк Максенція на Via Appia.
У Середньовіччі кам'яні споруди цирку були розібрані на будівництво нових будинків. Проте територія цирку ніколи не забудовувалася, і досі тут проводяться громадські заходи (наприклад, рок-концерти).

## Галерея

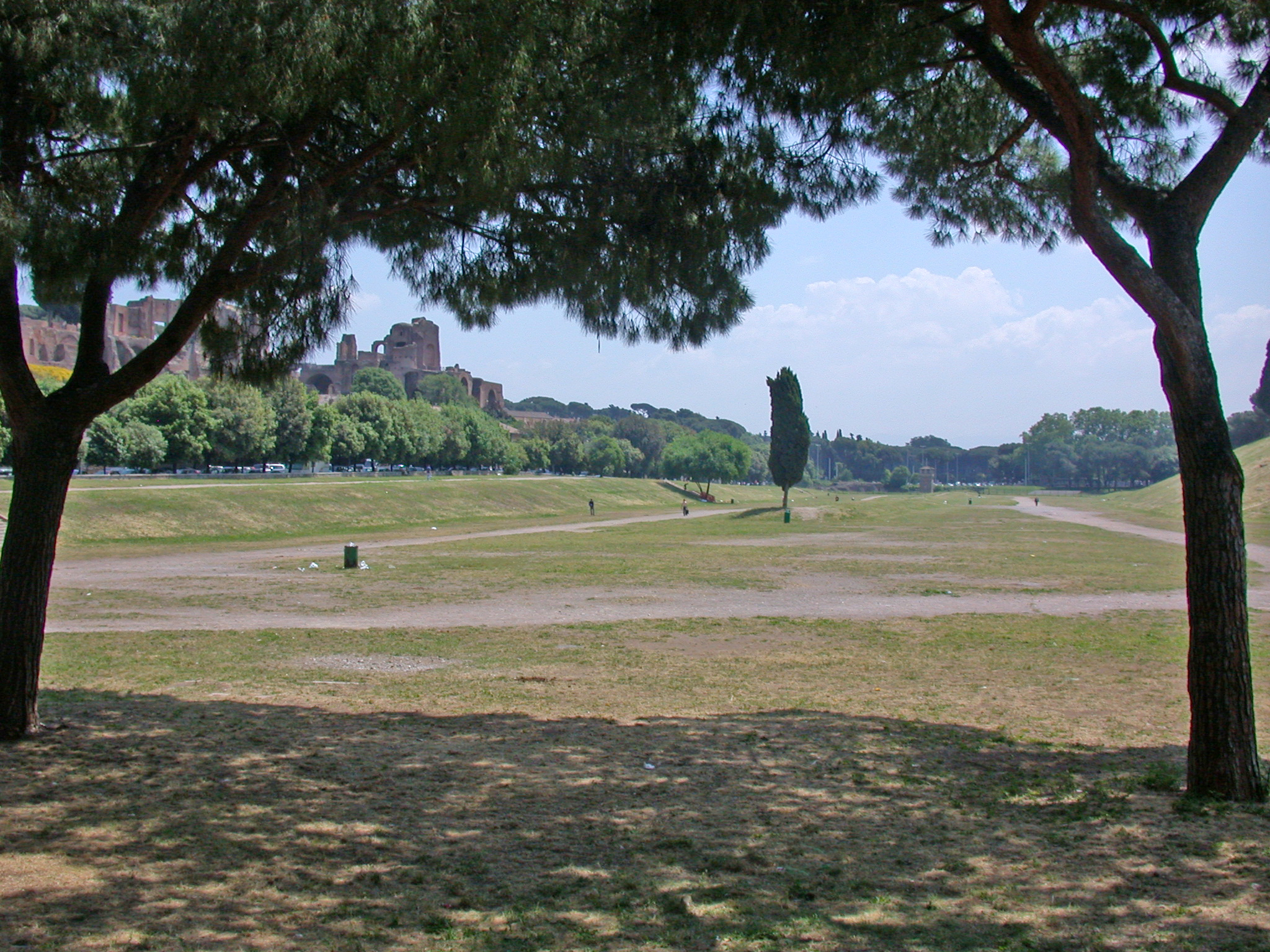
Сучасний вид на північ на Circus Maximus (ліворуч — Палатин)
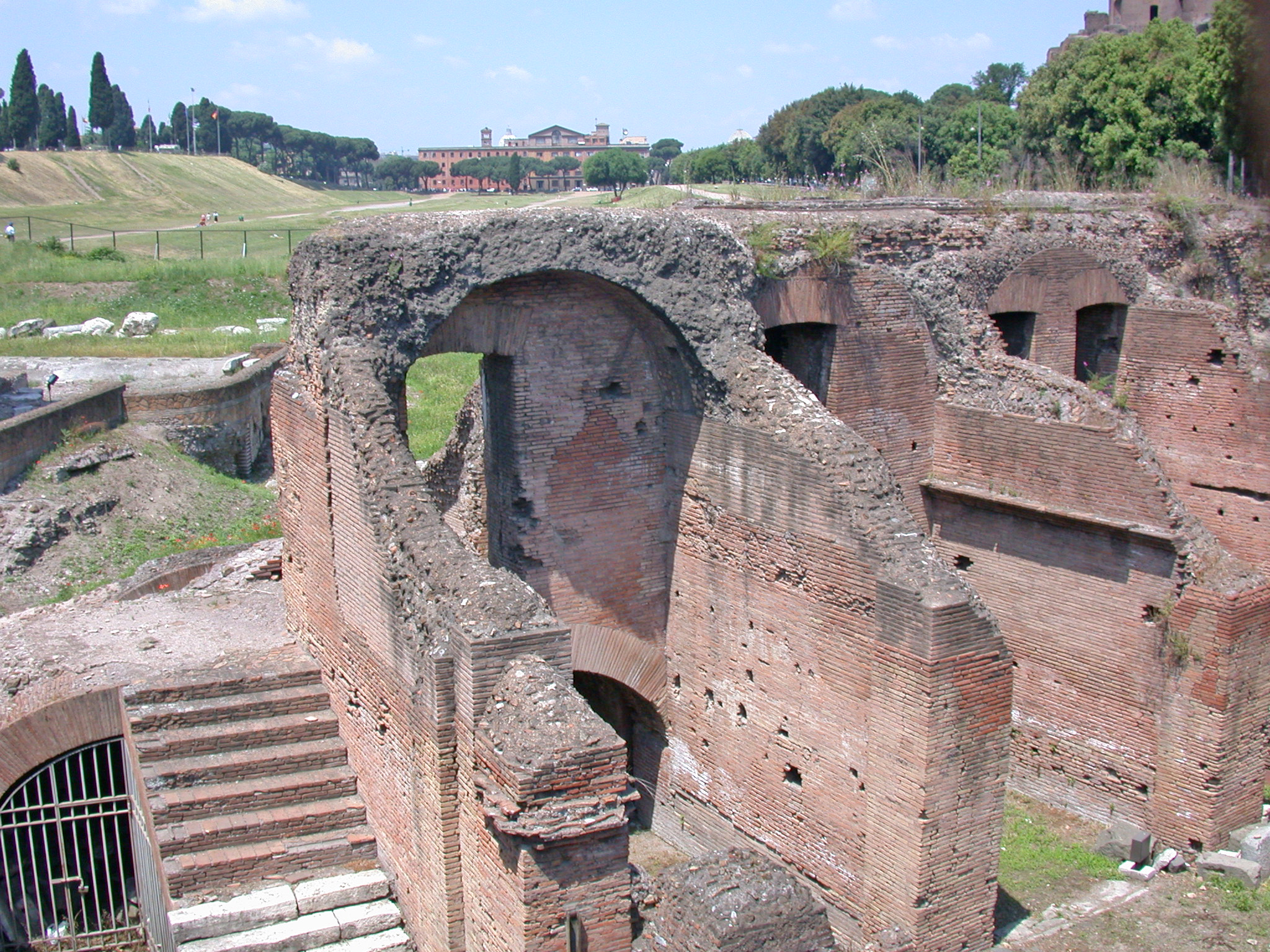
Залишки цирку
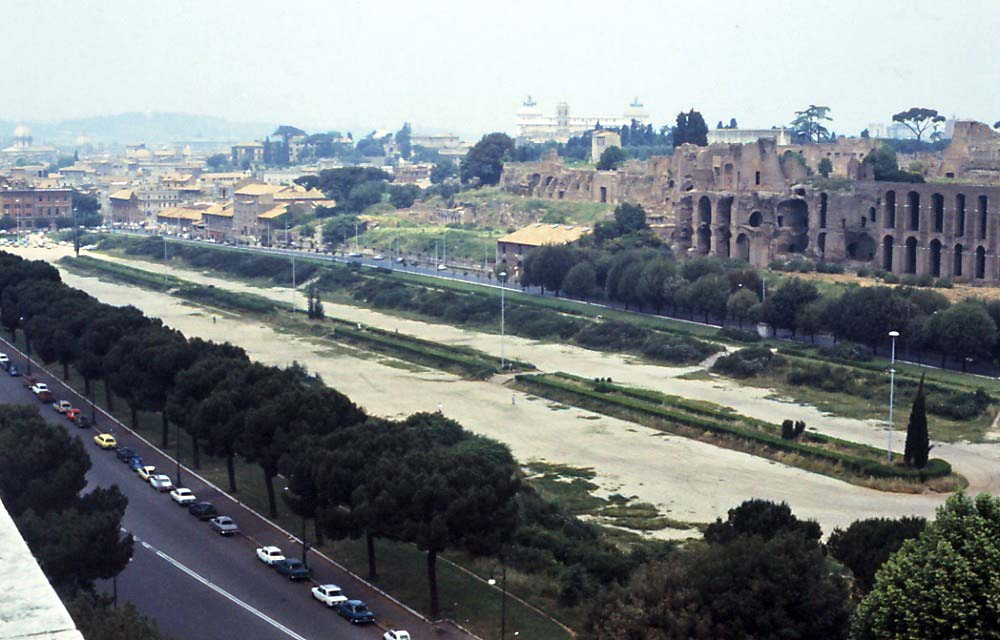
1978
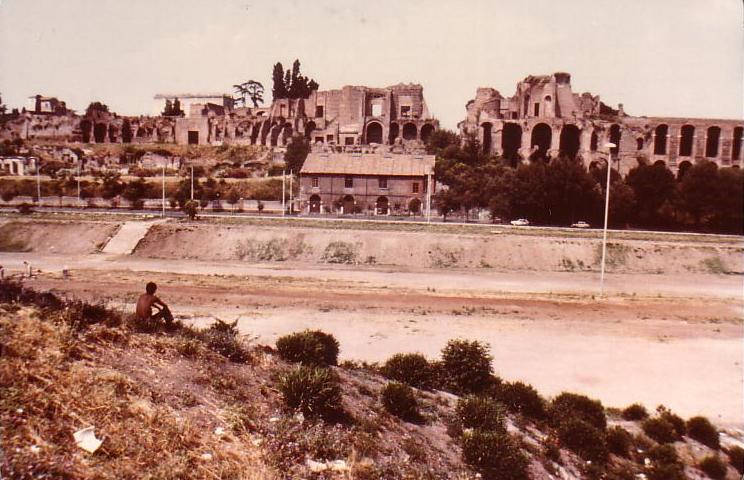
1983
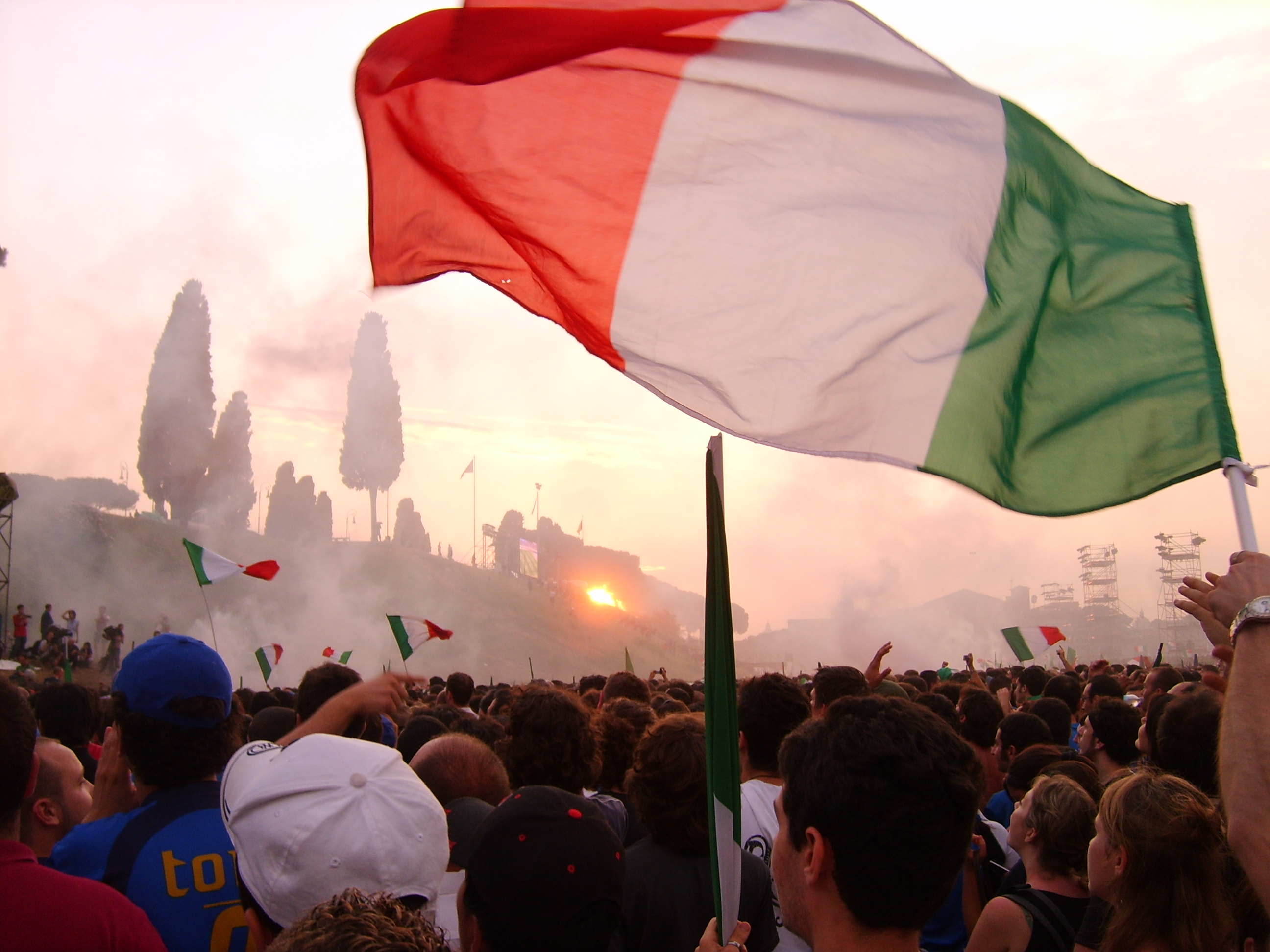
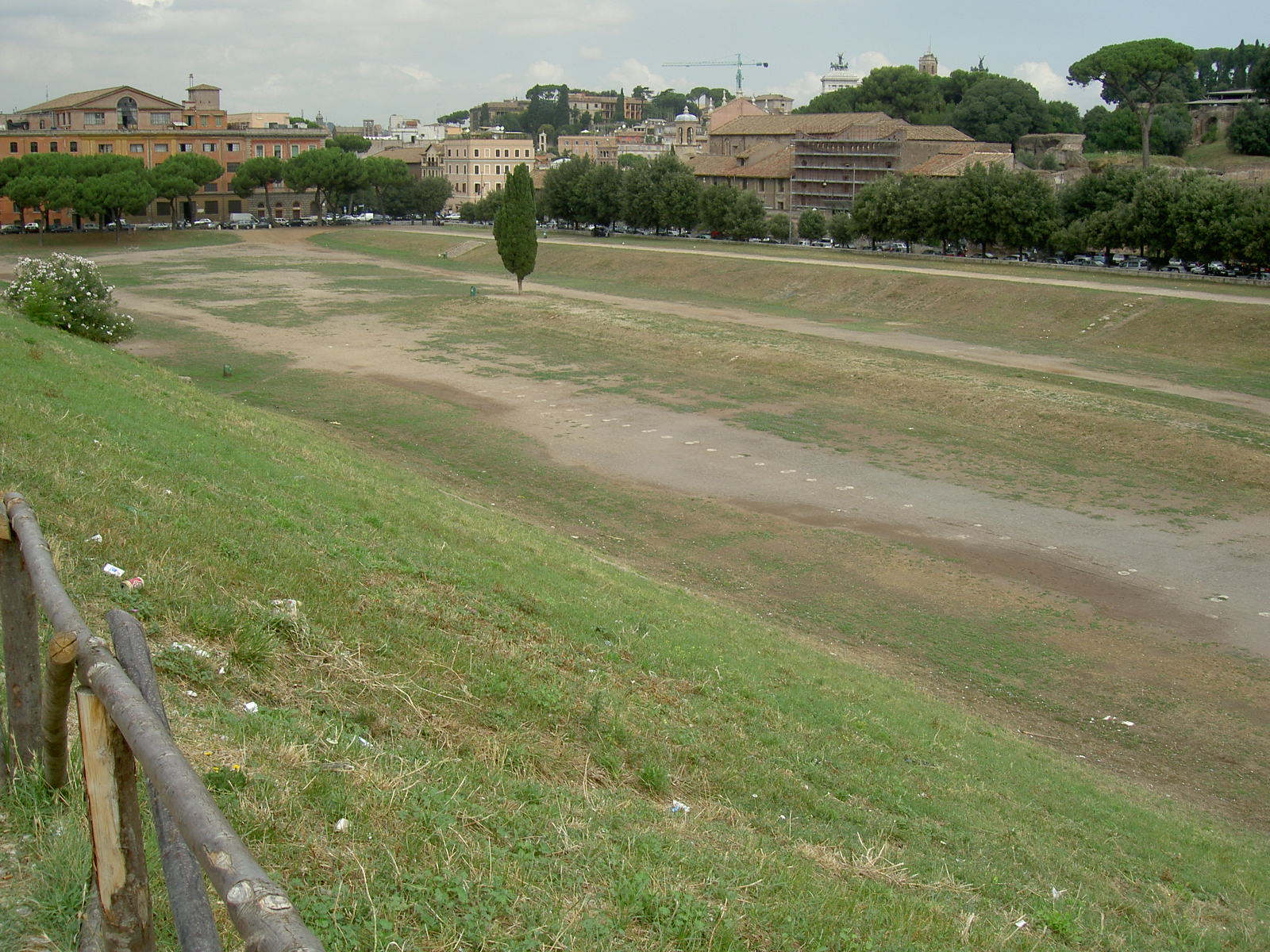
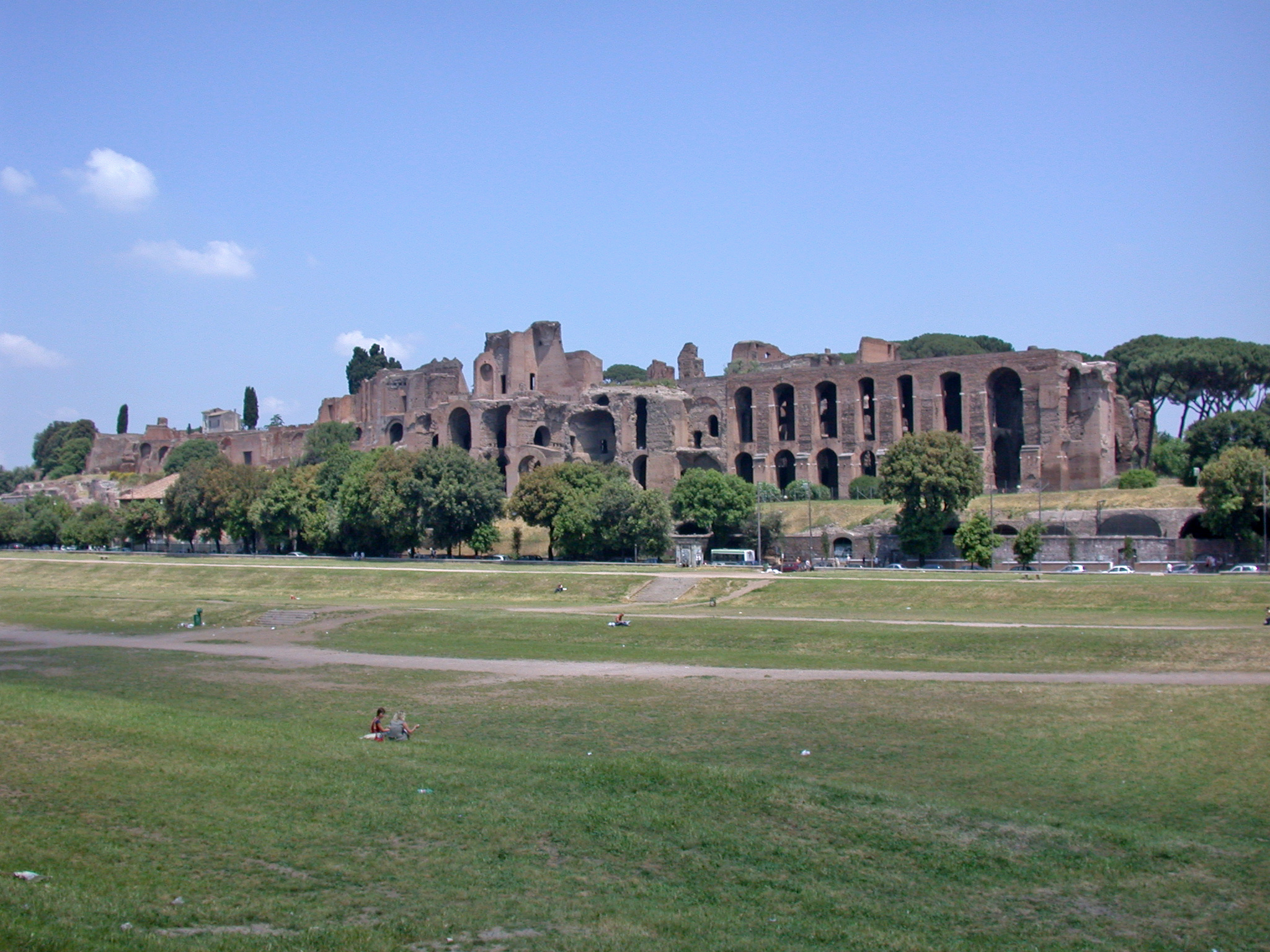
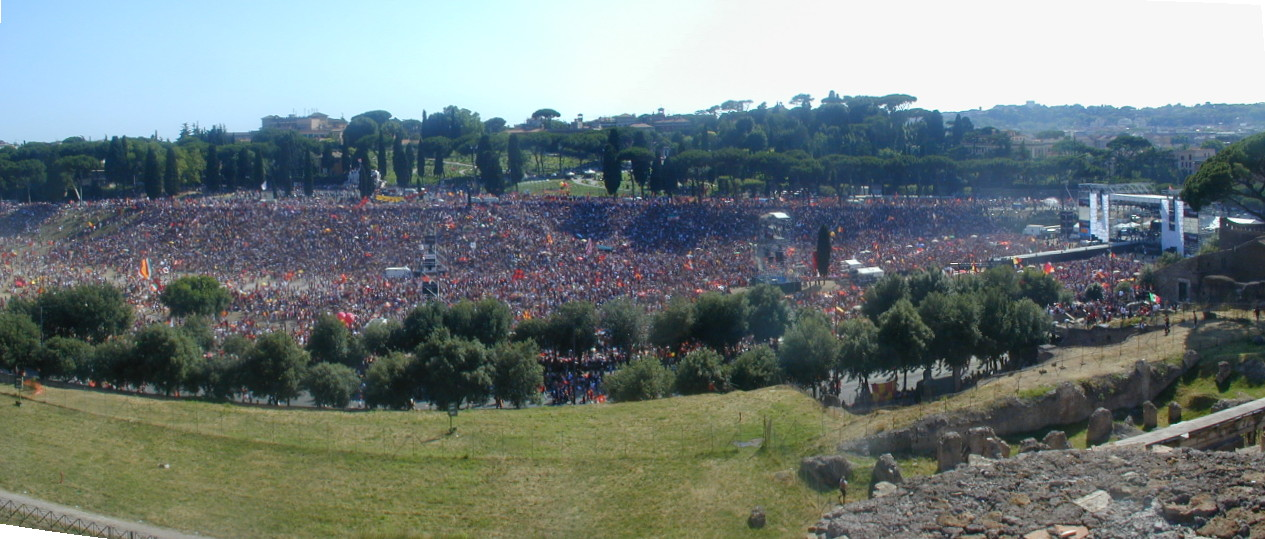
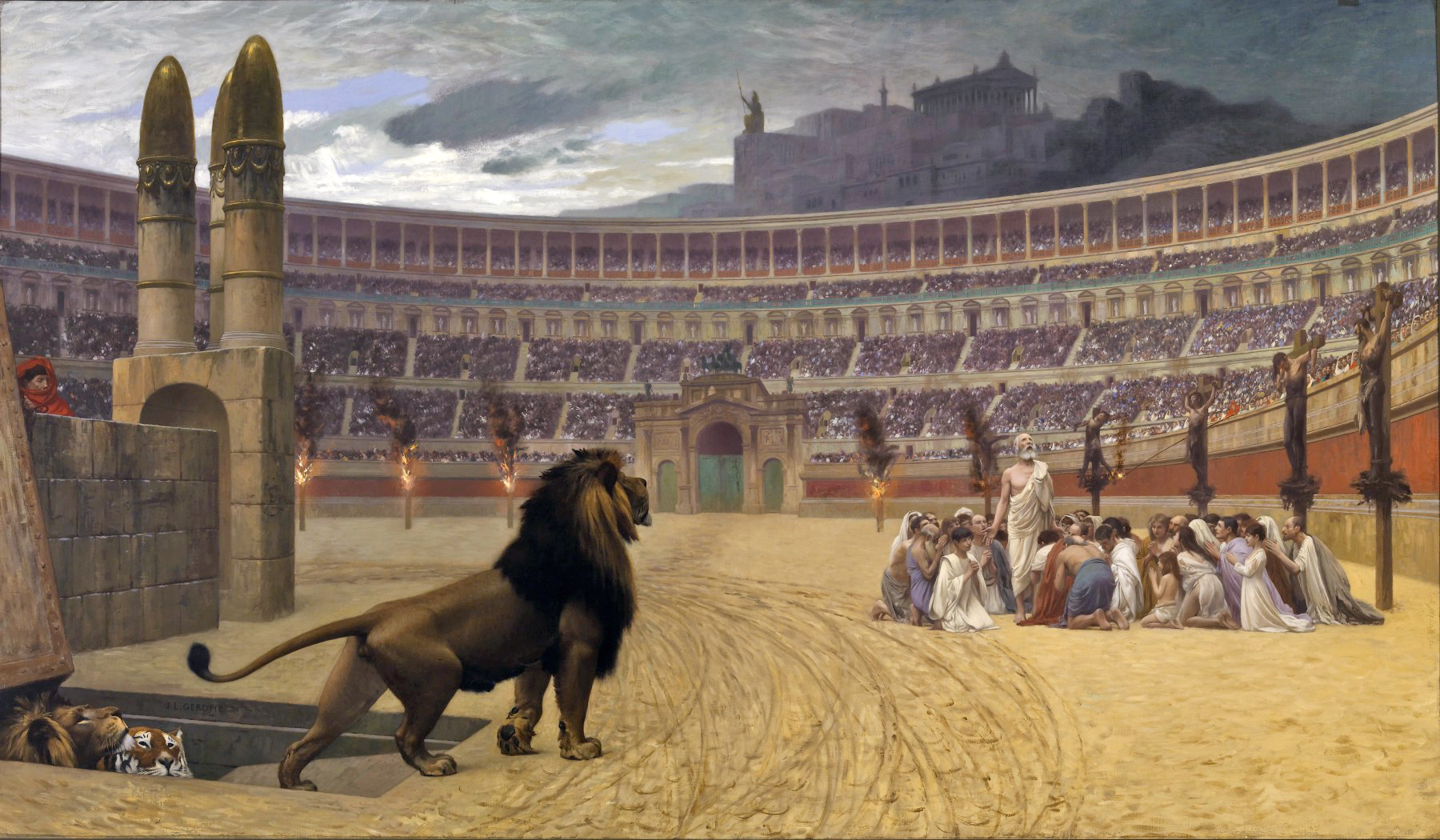
Жан-Леон Жером, «Остання молитва християнських мучеників»
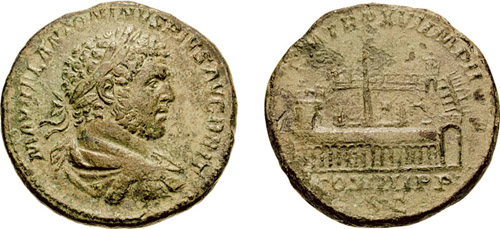
На сестерції Каракалли